# Merremia spongiosa
Merremia spongiosa är en vindeväxtart som beskrevs av Alfred Barton Rendle. Merremia spongiosa ingår i släktet Merremia och familjen vindeväxter. Inga underarter finns listade i Catalogue of Life.